# Thomas Stukley
 (avril 2017).
Améliorez-le ou discutez des points à vérifier. 
 (mai 2017).
Thomas Stucley (1525 – 4 août 1578), également écrit Stukeley ou Stukley,  et connu comme Le Vif Stucley[réf. incomplète], était un mercenaire Anglais qui a combattu en France, en Irlande, et à la bataille de Lépante (1571). Il fut tué lors de la bataille d'Alcazar (1578) contre l'armée marocaine. Il était un catholique romain récusant et aussi rebelle contre la reine protestante Élisabeth Ire.

## Famille
Il est le plus jeune fils de Sir Hugh Stucley (1496-1559) seigneur du manoir de Affeton, dans la paroisse de l'Ouest Worlington dans le Devon, à la tête d'une ancienne famille issue de la noblesse, Chevalier du Corps du Roi Henry VIII et le Shérif de Devon, en 1545. Sa mère était Jane Pollard, fille de Sir Lewis Pollard (c. 1465 – 1526), seigneur de la châtellenie de King's Nympton, Devon, la Justice des Plaids Communs, et de sa femme Anne Hext[réf. incomplète].
Il a été supposé qu'il était un fils illégitime du Roi Henry VIII.[réf. incomplète] Les détails de toutes les épouses ou enfants qu'il a pu avoir sont imprécis.

## Sources
- T. Wright The History of Ireland v.II p. 461 et seq.
- Richard Bagwell, Ireland under the Tudors 3 vols. (London, 1885 – 1890)
- John O'Donovan (ed.) Annals of Ireland by the Four Masters (1851).
- Calendar of State Papers: Carew MSS 6 vols (London, 1867–1873).
- Calendar of State Papers: Ireland (London)
- Nicholas Canny The Elizabethan Conquest of Ireland (Dublin, 1976); Kingdom and Colony (2002)
- Steven G. Ellis Tudor Ireland (London, 1985)  (ISBN 0-582-49341-2)
- Cyril Falls Elizabeth's Irish Wars (1950; reprint London, 1996)  (ISBN 0-09-477220-7)
- Vivian, Lt.Col. J.L., (Ed.) The Visitations of the County of Devon: Comprising the Heralds' Visitations of 1531, 1564 & 1620, Exeter, 1895.